# Districte d'Indore
El Districte d'Indore és una divisió administrativa de l'estat de Madhya Pradesh a l'Índia, amb capital a Indore (ciutat). És part de la gran entitat administrativa anomenada Divisió d'Indore.
La superfície és de 3.898 km² i la població (2001) de 2.585.321 habitants.

## Geografia
Els rius principals són el Chambal a l'oest i el seu afluent el Kshipra, a l'est. Altres rius són el Gambhir i el Khan, afluents del Kshipra.
Les ciutats principals, a part de la capital Indore, són Mhow, amb importants quarters militars, Dipalpur (o Depalpur) i Sanwer.

## Administració
Està dividit en cinc tehsils:
- Depalpur
- Sanwer
- Indore
- Mhow
- Hatod

Hi ha també quatre blocs de desenvolupament (blocks) que són Depalpur, Sanwer, Indore i Mhow, 335 Panchayats i 649 pobles de desenvolupament (677 pobles amb recaptació).
El districte es va formar el 1950 basat en l'antic estat d'Indore a la part de la capital.